# Cao Xuân Dục
Cao Xuân Dục (chữ Hán: 高春育; tự là Tử Phát, hiệu Long Cương Cổ Hoan Đông Cao; 1843–1923) là một quan đại thần của triều đình nhà Nguyễn, Việt Nam, từng làm tổng đốc, thượng thư và Đông các đại học sĩ, tổng tài Quốc sử quán.  

## Tiểu sử
Cao Xuân Dục sinh năm 1843 tại thôn Thịnh Mỹ (Thịnh Khánh), xã Cao Xá, huyện Đông Thành, phủ Diễn Châu, tỉnh Nghệ An. Cao Xuân Dục nổi tiếng thông minh từ nhỏ, khi theo học được thầy dạy yêu mến, gả cho con gái. Nhưng về đường khoa cử, Cao Xuân Dục lại khá lận đận, muộn mằn, mãi đến năm ông 34 tuổi (1876) mới đỗ Cử nhân, năm sau đi thi Hội lại bị trượt. Từ sau đó trở đi, Cao Xuân Dục không tiếp tục con đường cử tử nữa, mà bước chân vào chính trường với chức quan đầu tiên là Hậu bổ Quảng Ngãi.
Trong quá trình làm quan, ông đã trải qua những chức:
- Biện lư Bộ Hình (1883)
- Án sát Hà Nội (1883)
- Bố chính Hà Nội (1884)
- Tuần phủ Hưng Yên (1889)
- Tổng đốc Sơn Tây - Hưng Hóa - Tuyên Quang (1889)
- Khâm sai Chủ khảo trường thi Hương Hà Nam (1894)
- Tổng đốc Định Ninh (1896)
- Phong tước Kiên Giang Quận công (1898)
- Phó Tổng tài Quốc Sử Quán (1898)
- Tổng tài Quốc Sử Quán (1903)
- Chủ khảo trường thi Hội (1901), quản Quốc Tử Giám
- Thượng thư Bộ Học (1907)
- Cơ mật viện Đại thần - Phụ chính Đại thần
- Phong hàm Thái tử Thiếu bảo (1908)
- Phong tước An Xuân tử (1911)
- Về hưu với hàm Đông các Đại học sĩ (1913).

Đông các Đại học sĩ là một trong Tứ trụ Triều đình, bốn vị quan lớn có nhiệm vụ bàn bạc với vua những chuyện quan trọng trong việc giữ gìn cơ sở đất nước. Đông các Đại học sĩ có nhiệm vụ lập dựng các văn thư quan trọng, coi sóc việc tuyển chọn nhân sự của triều đình.
Khi Trương Như Cương theo Pháp muốn làm Phó vương, bắt các quan trong triều phải ký vào biểu dâng lên Vua, Cao Xuân Dục đã không nghe theo, còn đề vào mấy câu:
| 天 無 二 日 國 無 兩 王 臣 高 春 育 不 可 記 | Thiên Vô Nhị Nhật Quốc Vô Lưỡng Vương Thần Cao Xuân Dục Bất Khả Ký | Trời không có hai mặt trời Nước không có hai vua Thần Cao Xuân Dục Không thể ký |

Do đó mà ông bị gièm, giáng chức về làm Tri phủ huyện Quốc Oai .
Cao Xuân Dục qua đời năm 1923, thọ 81 tuổi.
Tại thành phố Vinh, ngày 6 tháng 12 năm 2012, có cuộc hội thảo khoa học Lưu trữ ngày 9 tháng 12 năm 2012 tại Wayback Machine về đóng góp của Cao Xuân Dục trong nền văn học Việt Nam.

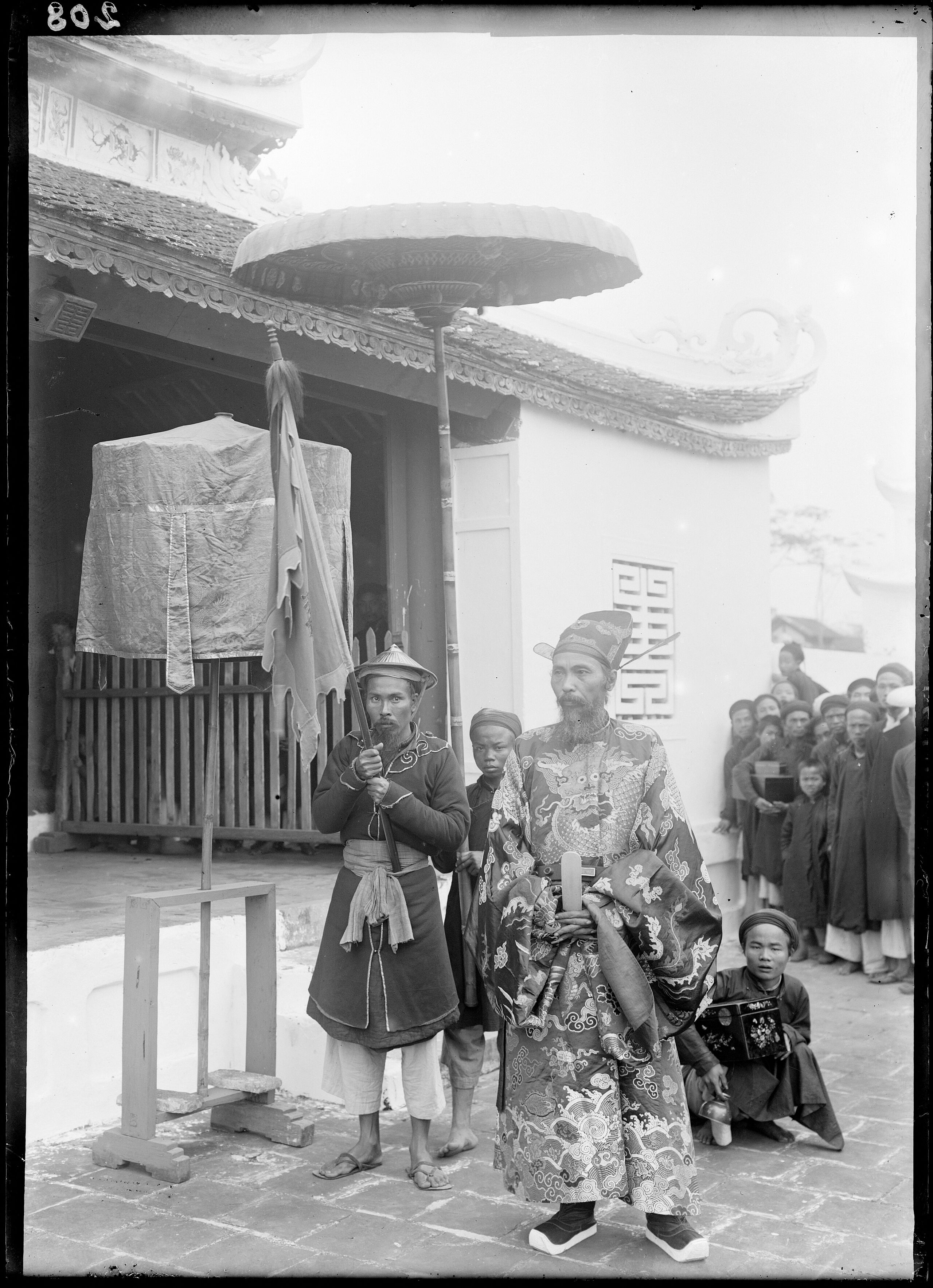
Tổng đốc Nam Định - Cao Xuân Dục, trong buổi lễ xướng danh kỳ thi Hương ở Nam Định năm 1897

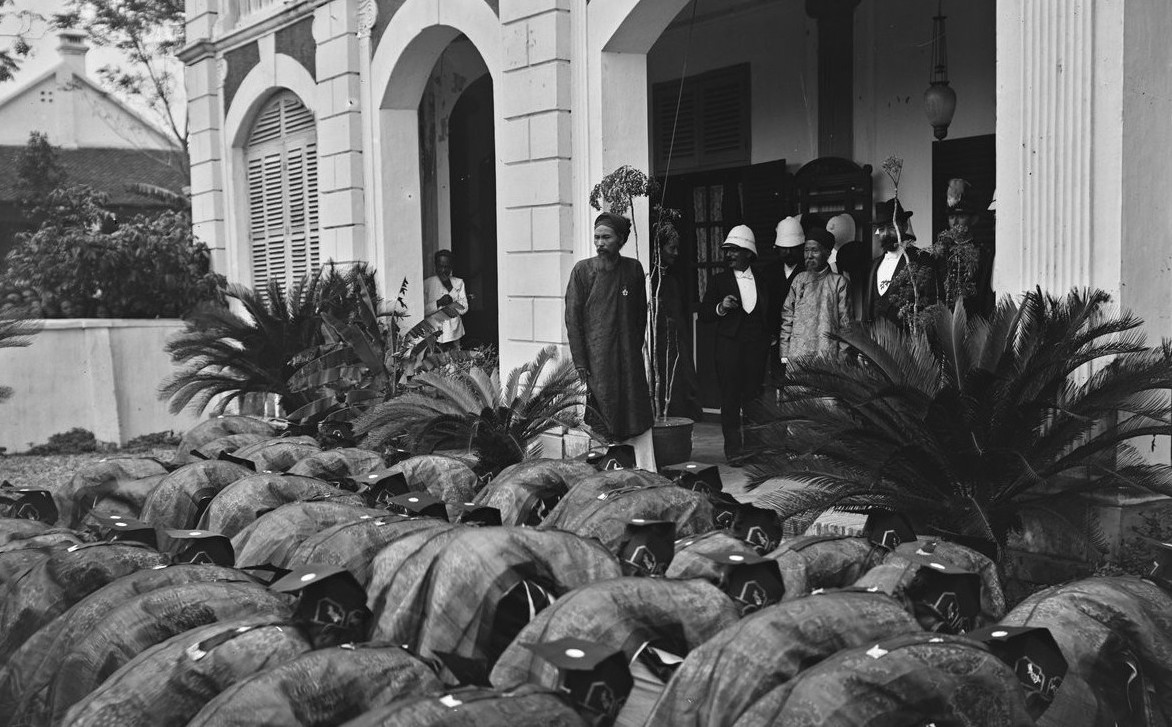
Quan chánh chủ khảo Nguyễn Tuyên (áo sáng) cùng toàn quyền tổng thống đại thần Paul Doumer và phó chủ khảo Cao Xuân Dục (áo tối) nhận lễ bái của cống sĩ đăng khoa, trường thi hương Nam Định năm 1897.

## Gia đình
Một số người con của Cao Xuân Dục cũng đã thành đạt:
- Cao Xuân Tiếu, Phó bảng khoa Ất Mùi (1895), làm quan đến Thượng thư,
- Cao Xuân Khôi, Tú tài (1905),
- Cao Xuân Thọ, Cử nhân (1911), làm quan Tri phủ,
- Cao Ngọc Anh (tên thật là Cao Thị Hòa), nhà thơ.
- Đặng Văn Thụy, con rể (cưới bà Cao Thị Bích, con gái ông), Đình nguyên Hoàng giáp năm Giáp Thìn (1904), làm quan đến chức Tế tửu.
- Hoàng Tăng Bí, con rể (cưới bà Cao Thị Thuyên, con gái ông), Phó bảng khoa Canh Tuất (1910)
- Lê Xuân Mai, con rể (cưới bà Cao Thị Trâm, con gái ông), Phó bảng khoa Canh Tuất (1910), Tri huyện Mộ Đức, Tri phủ Tư Nghĩa.

Các người thành đạt trong hàng cháu của ông có:
- Cao Xuân Tảo (con trai trưởng ông Cao Xuân Tiếu), cử nhân (1912), làm quan Tá lư Bộ Lễ, sinh năm 1892, mất năm 1935.
- Cao Xuân Huy (con trai út ông Cao Xuân Tiếu), Giáo sư Triết học phương Đông và văn học Trung quốc ở Hà Nội, giải thưởng Hồ Chí Minh, sinh năm 1900, mất năm 1983.
- Hoàng Minh Giám, cháu ngoại (con ông Hoàng Tăng Bí), giữ các chức vụ Bộ trưởng Bộ Ngoại giao Việt Nam, Bộ trưởng Bộ Văn hoá, Chủ nhiệm Ủy ban Đối ngoại Quốc hội Việt Nam.
- Đặng Văn Hướng, cháu ngoại (con ông Đặng Văn Thụy), đỗ Phó bảng, từng làm Tổng đốc Nghệ An trong nội các Trần Trọng Kim, Quốc vụ khanh trong Chính phủ Hồ Chí Minh.

Các người thành đạt trong hàng chắt ông có:
- Cao Xuân Hạo (con ông Cao Xuân Huy, cháu ông Cao Xuân Tiếu), nhà ngôn ngữ học nổi tiếng.
- Đặng Văn Việt (con ông Đặng Văn Hướng), Trung tá Quân đội Nhân dân Việt Nam, người được mệnh danh là "Hùm xám đường số 4" vào năm 1950, đồng thời cũng là một nhà văn và dịch giả.
- Đặng Thị Tâm (con ông Đặng Văn Hướng), Giáo sư Tiến sĩ ngành Tâm lý trẻ em
- Đặng Văn Ký (con ông Đặng Văn Hướng), Giáo sư Tiến sĩ ngành Công nghệ chất dẻo
- Hoàng Vĩnh Giang (con ông Hoàng Minh Giám), Anh hùng Lao động, Chủ tịch kiêm Tổng thư ký Ủy ban Olympic Việt Nam
- Ông Cao Xuân Vỹ (1920-2013, con ông Cao Xuân Tảo, cháu ông Cao Xuân Tiếu) Tổng Giám đốc Thanh niên Cộng hòa, chế độ VNCH đệ nhất.

## Nhận xét
Phó giáo sư Chương Thâu (Quốc Triều Chính Biên Toát Yếu) có viết:
"Cao Xuân Dục có thể xứng đáng là một nhà văn hoá lớn ở nước ta cuối thế kỷ XIX và đầu thế kỷ XX. Đứng đầu bộ Học và Sử Quán, ông chỉ đạo và tham gia biên soạn cùng một số học giả ở hai cơ quan này nhiều bộ sách về sử và địa lý".
Cao Xuân Dục rất có ý thức sưu tầm bảo lưu sách cổ, trong thời gian làm quan khắp nơi, cụ dày công tìm kiếm thuê người chép lại những bộ sách quý hiếm, xây dựng nên Long Cương Bảo tàng Thư viện, một trong vài thư viện lớn bậc nhất ở Nghệ Tĩnh (cùng với Mộng Thương thư trai của gia đình Nguyễn Chi ở Can Lộc).
Tại Thành phố Hồ Chí Minh có một con đường (trước là đường Cần Giuộc, ở Quận 8, gần cầu Chà Và trên đường đi ra phía cầu Nhị Thiên Đường) được đặt tên ông.

## Tác phẩm
Cao Xuân Dục tham gia soạn thảo các sách:
- Đại Nam thực lục (ghi sử 1883-1888),
- Quốc triều tiền biên toát yếu (ghi sử các chúa Nguyễn từ Nguyễn Kim đến hết Chúa Nguyễn Phúc Dương),
- Quốc triều chính biên toát yếu (ghi sử nhà Nguyễn từ khi vua Gia Long lên ngôi (1802) đến năm Đồng Khánh thứ 3 (1889),
- Đại Nam Nhất Thống Chí (địa chí Trung Bộ - Duy tân - 1910),
- Đại Nam Dư Địa Chí Ước Biên (Trung và Bắc Bộ),
- Quốc Triều Luật Lệ Toát Yếu (Duy Tân 1907-1916),
- Quốc triều khoa bảng lục (ghi chép tên họ, quê quán người thi đỗ),
- Quốc Triều Hương Khoa Lục (ghi chép tên họ, quê quán người thi đỗ).

Ngoài ra ông còn biên tập:
- Bộ Nhân Thế Tu Tri (1901 - 8 tập 900 trang) trích trong Kinh Sử những lời hay ý đẹp nhằm giúp giáo dục con người tu dưỡng, sửa mình và mưu sinh;
- Long Cương Văn Đối;
- Long Cương Bát Thập Thọ Ngôn;
- Long Cương Đối Liên;
- Long Cương lai hạ tập;
- Long Cương hưu đình hiệu tần;
- Hà Nam trường hương thi văn tuyển;
- Hạ Thọ Liên;
- Hạ Ngôn đăng lục.